# Rosult
Rosult is een gemeente in het Franse Noorderdepartement (regio Hauts-de-France). De gemeente maakt deel uit van het arrondissement Valenciennes. Rosult telde op 1 januari 2022 1.997 inwoners.

## Geschiedenis
Rosult behoorde tijdens het ancien régime tot de heerlijkheid van de Abdij van Saint-Amand in Tournaisis. Tot 1521 was Tournaisis Frans. Het werd veroverd door keizer Karel V en bleef onderdeel van de Spaanse Nederlanden tot 1668 (Vrede van Aken). Terwijl de rest van Tournaisis in 1713 door de Vrede van Utrecht weer bij de Nederlanden kwam, bleven Saint-Amand en Rosult Frans.

## Geografie
De oppervlakte van Rosult bedroeg op 1 januari 2022 8,16 vierkante kilometer; de bevolkingsdichtheid was toen 244,7 inwoners per km².

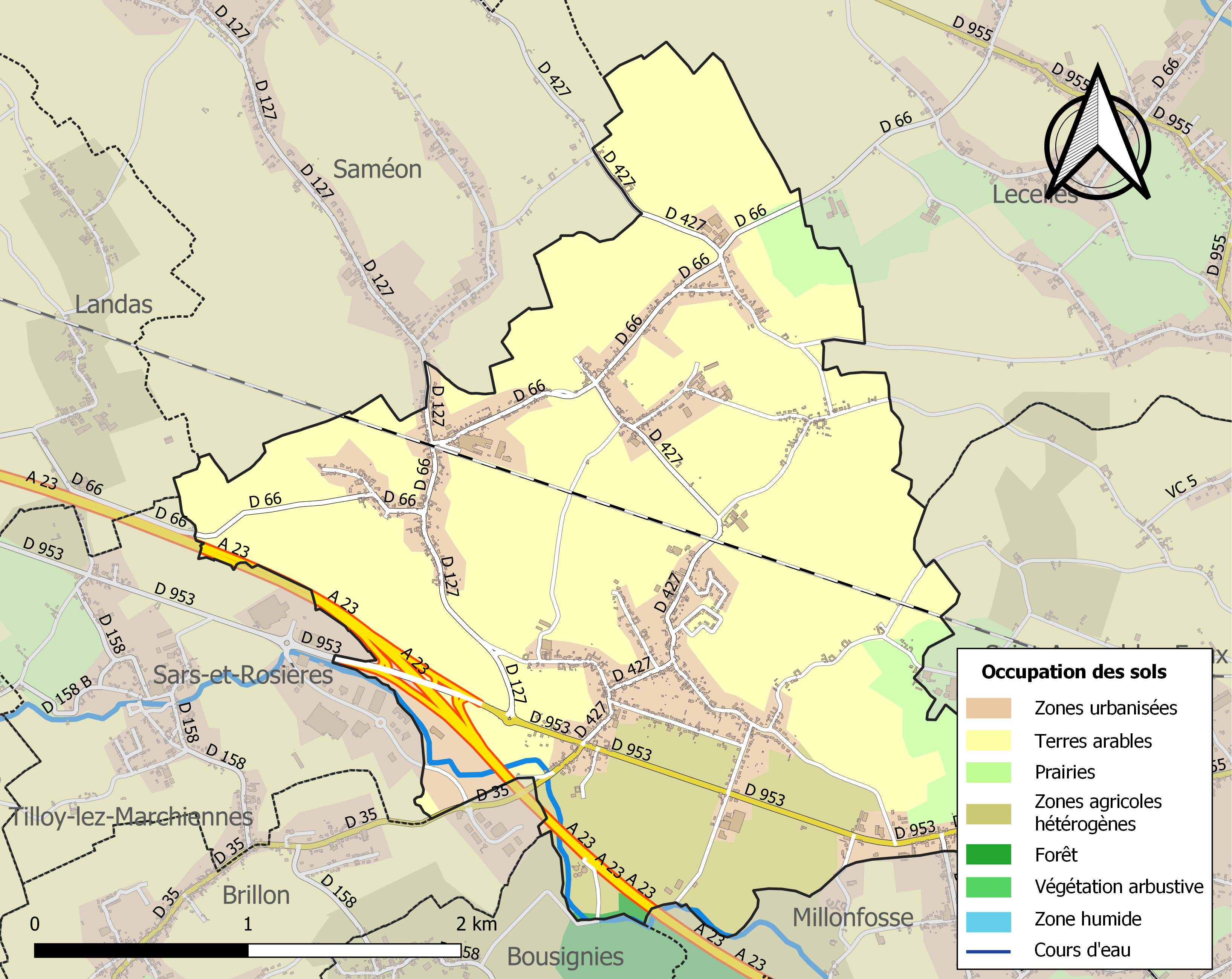
Kaart van de gemeente met belangrijkste infrastructuur, bodemgebruik en omliggende gemeenten

## Bezienswaardigheden
- De Sint-Niklaaskerk (Église Saint-Nicolas) is een classicistisch kerkgebouw van 1750, gebouwd op de fundering van de voorgaande romaanse kerk, waarbij de oriëntatie werd omgekeerd.

## Natuur en landschap
De hoogte aan de kerk bedraagt 19 meter.

## Verkeer en vervoer
In de gemeente ligt spoorwegstation spoorwegstation Rosult. Door het zuidwesten van Rosult loopt de autosnelweg A23, die er een op- en afrit heeft.

## Demografie
Onderstaande figuur toont het verloop van het inwonertal (bron: INSEE-tellingen).